# Bogdan Musiol
Bogdan Musiol (Świętochłowice, 25 juli 1957) is een voormalig Oost-Duits bobsleeremmer. Musiol won in 1978 als remmer van Horst Schönau de wereldtitel in de viermansbob. Twee jaar later wederom in Lake Placid won Musiol als remmer van Meinhard Nehmer de bronzen medaille in de tweemansbob en de gouden medaille in de viermansbob. Tijdens de spelen van 1984 won Musiol als remmer van Bernhard Lehmann zowel in de twee- als de viermansbob de zilveren medaille. Musiol won als remmer van Wolfgang Hoppe twee zilveren medailles tijdens de spelen van Calgary. Musiol won samen met Hoppe de wereldtitel in de tweemansbob en twee jaar later won Musiol wederom met piloot Hoppe de wereldtitel in de viermansbob. Musiol nam in 1992 voor de vierde maal deel aan de spelen ditmaal voor het eerst onder de vlag van het verenigde Duitsland en won met piloot Hoppe de zilveren medaille in de viermansbob. Twee jaar later nam Musiol voor de vijfde maal deel aan de spelen en behaalde met Sepp Dostthaler de twaalfde plaats in de tweemansbob. Musiol is met zijn zeven olympische medailles recordhouder betreffende het aantal gewonnen medailles bij het bobsleeën op de Olympische Winterspelen.

## Resultaten
- Wereldkampioenschappen bobsleeën 1978 in Lake Placid  in de viermansbob
- Olympische Winterspelen 1980 in Lake Placid  in de tweemansbob
- Olympische Winterspelen 1980 in Lake Placid  in de viermansbob
- Wereldkampioenschappen bobsleeën 1982 in Sankt Moritz  in de viermansbob
- Olympische Winterspelen 1984 in Sarajevo  in de tweemansbob
- Olympische Winterspelen 1984 in Sarajevo  in de viermansbob
- Wereldkampioenschappen bobsleeën 1987 in Sankt Moritz  in de viermansbob
- Olympische Winterspelen 1988 in Calgary  in de tweemansbob
- Olympische Winterspelen 1988 in Calgary  in de viermansbob
- Wereldkampioenschappen bobsleeën 1989 in Cortina d'Ampezzo  in de tweemansbob
- Wereldkampioenschappen bobsleeën 1989 in Cortina d'Ampezzo  in de viermansbob
- Wereldkampioenschappen bobsleeën 1990 in Sankt Moritz  in de tweemansbob
- Wereldkampioenschappen bobsleeën 1991 in Altenberg  in de viermansbob
- Olympische Winterspelen 1992 in Albertville  in de viermansbob
- Olympische Winterspelen 1994 in Lillehammer 12e in de tweemansbob

1924: Scherrer / Neveu / A.Schläppi / H.Schläppi ·
1928: Fiske / Tucker / Mason / Gray / Parke ·
1932: Fiske / Eagan / Gray / O'Brien ·
1936: Musy / Gartmann / Bouvier / Beerli ·
1948: Tyler / Martin / Rimkus / D'Amico ·
1952: Ostler / Kuhn / Nieberl / Kemser ·
1956: Kapus / Diener / Alt / Angst ·
1964: V.Emery / Kirby / Anakin / J.Emery ·
1968: Monti / De Paolis / Zandonella / Armano ·
1972: Wicki / Leutenegger / Camichel / Hubacher ·
1976: Nehmer / Babock / Germeshausen / Lehmann ·
1980: Nehmer / Musiol / Germeshausen / Gerhardt ·
1984: Hoppe / Wetzig / Schauerhammer / Kirchner ·
1988: Fasser / Meier / Fässler / Stocker ·
1992: Appelt / Schroll / Winkler / Haidacher ·
1994: Czudaj / Brannasch / Hampel / Szelig ·
1998: Langen / Zimmermann / Jakobs / Hampel ·
2002: Lange / Kühn / Kuske / Embach ·
2006: Lange / Hoppe / Kuske / Putze ·
2010: Holcomb / Mesler / Tomasevicz / Olsen ·
2014: Melbārdis / Dreiškens / Vilkaste / Strenga  ·
2018: Friedrich / Bauer / Grothkopp / Margis   ·
2022: Friedrich / Margis / Bauer / Schüller